# Auguste Blangy
Pour les articles homonymes, voir Blangy.
Auguste Blangy, né à Bourges le 18 juillet 1833 et mort à Paris 20e le 5 décembre 1910, est un compositeur français.

## Biographie
Chef d'orchestre du théâtre Beaumarchais et du théâtre des Nouveautés, on lui doit plus d'une centaine de compositions pour piano ainsi que des musiques de chansons sur des paroles, entre autres, de Claude Appay, Marc Chautagne, Paul Henrion, Robert Planquette, Léon Pournin ou Charles Pourny, et de la musique de scène.